# Clarence (Missouri)
Clarence – miasto w Stanach Zjednoczonych, w stanie Missouri, w hrabstwie Shelby.